# Dubnio
El dubnio es un elemento químico de la tabla periódica de los elementos cuyo símbolo es Db y su número atómico 105. El elemento fue nombrado en honor a la ciudad de Dubná, Rusia, sede del Instituto Central de Investigaciones Nucleares, donde fue producido por primera vez. Es un elemento sintético y radiactivo; y su isótopo más estable conocido, dubnio-268, tiene un período de semidesintegración de aproximadamente veintiocho horas.
En la tabla periódica de los elementos, es un elemento del bloque d y es un elemento transactínido. Es un miembro del séptimo período y pertenece al grupo 5 de elementos. Experimentos químicos confirmaron que el dubnio se comporta como el homólogo más pesado que tantalio en el grupo 5. Las propiedades químicas del dubnio se conocen parcialmente. El elemento es similar a otros del grupo 5.
En los años sesenta, se produjeron cantidades microscópicas de dubnio en laboratorios de la Unión Soviética y California. Fue descubierto por el ruso Gueorgui Fliórov en 1967-1970, y por el estadounidense Albert Ghiorso en 1970. Cuando se descubrió, la prioridad del descubrimiento y, por lo tanto, el nombramiento del elemento, se disputó entre los científicos soviéticos y estadounidenses, que unos propusieron llamarlo Nielsbohrio y los otros Hahnio,  aunque estos nombres no fueron reconocidos internacionalmente. Desde entonces el elemento se pasó a llamar temporalmente unnilpentio, hasta que en 1997 la Unión Internacional de Química Pura y Aplicada —IUPAC por sus siglas en inglés— estableció como el nombre oficial del elemento a dubnio.

## Historia

### Descubrimiento
La existencia del dubnio fue indicada por primera vez en 1968 por científicos rusos del Instituto Central de Investigaciones Nucleares (ICIN) en Dubná, Unión Soviética (actualmente Rusia). Allí los investigadores bombardearon un blanco de americio-243 con iones de neón-22. Se informó la medición de emisiones de actividad alfa de 9,40 MeV y 9,70 MeV y determinaron que los decaimientos provenían de los isótopos 260Db o 261Db:
{\displaystyle \,_{95}^{243}\mathrm {Am} +\,_{10}^{22}\mathrm {Ne} \to \,_{105}^{265-x}\mathrm {Db} +x\mathrm {n} }
Dos años después, el equipo de Dubná separó sus productos de reacción mediante el uso de cromatografía de gradiente térmico después de la conversión a cloruros por la interacción con NbCl5. El equipo observó una actividad de fisión espontánea de 2,2 segundos contenida en un cloruro volátil que poseía propiedades eka-tantalio, probablemente pentacloruro de dubnio-261, 261DbCl5.
A finales de abril de 1970, un grupo de investigadores liderados por Albert Ghiorso de la Universidad de California, publicaron los detalles de la síntesis de 260Db mediante el bombardeo de un blanco de californio-249 con iones de nitrógeno-15, y midieron la desintegración alfa de 260Db con un período de semidesintegración de 1,6 segundos y una energía de desintegración de 9,10 MeV, correlacionada con el producto de desintegración de lawrencio-256:
{\displaystyle \,_{95}^{249}\mathrm {Cf} +\,_{7}^{15}\mathrm {N} \to \,_{105}^{260}\mathrm {Db} +4\mathrm {n} }
Estos resultados de los científicos de Berkeley no confirmaron los hallazgos soviéticos con respecto a la desintegración alfa de 9,40 MeV o 9,70 MeV de dubnio-260, dejando solo al dubnio-261 como el isótopo posiblemente producido. En 1971, el equipo de Dubná repitió su reacción con una mejor puesta en marcha y fueron capaces de confirmar los datos de desintegración para 260Db con la reacción:
{\displaystyle \,_{95}^{243}\mathrm {Am} +\,_{10}^{22}\mathrm {Ne} \to \,_{105}^{260}\mathrm {Db} +5\mathrm {n} }
En 1976, el equipo de Dubná continuó su estudio de la reacción mediante la cromatografía de gradiente térmico, y lograron identificar el producto como pentabromuro de dubnio-260, 260DbBr5.
En 1992, el IUPAC/IUPAP Transfermium Working Group evaluó las pretensiones de los dos grupos y concluyó que la confianza en el descubrimiento creció a partir de los resultados de ambos laboratorios, y, por lo tanto, la pretensión del descubrimiento debería ser compartida.

### Controversia sobre la denominación
El equipo soviético propuso el nombre nielsbohrio (Ns) en honor al físico nuclear danés Niels Bohr. El equipo estadounidense sugirió que el nuevo elemento debería llamarse hahnio (Ha), en honor al químico alemán Otto Hahn. Por consiguiente, hahnio fue el nombre que muchos científicos estadounidenses y europeos occidentales usaban, y aparecía en muchos escritos publicados en ese momento, y nielsbohrio fue usado en la Unión Soviética y los países del Bloque del Este.
Así estalló una controversia entre los dos grupos acerca de la denominación del elemento. Por lo tanto, la IUPAC adoptó unnilpentio (Unp) como el nombre temporal sistemático del elemento. En 1994, intentando resolver el problema, la IUPAC propuso el nombre joliotio (Jl), en honor al físico francés Frédéric Joliot-Curie, nombre que había sido propuesto por el equipo soviético para el elemento 102, nombrado posteriormente como nobelio. Los dos pretendientes principales siguieron en desacuerdo sobre los nombres de los elementos 104 a 106. Sin embargo, en 1997, se resolvió la disputa y se adoptó el nombre actual, dubnio (Db), en honor a la ciudad rusa de Dubna, la ubicación del Instituto Central de Investigaciones Nucleares. Sobre esto, la IUPAC alegó que el laboratorio de Berkeley ya había sido reconocido varias veces en la denominación de los elementos (por ejemplo, berkelio, californio, americio) y que la aceptación de los nombres rutherfordio y seaborgio para los elementos 104 y 106 debería compensarse mediante el reconocimiento de las contribuciones del equipo ruso en el descubrimiento de los elementos 104, 105 y 106.

## Isótopos

Un gráfico de estabilidad de nucleidos utilizado por JINR en 2012. Los isótopos caracterizados se muestran con bordes.

El dubnio, que tiene un número atómico de 105, es un elemento superpesado; como todos los elementos con números atómicos tan altos, es muy inestable. El isótopo conocido de mayor duración del dubnio, 268Db, tiene una vida media de alrededor de un día. No se han visto isótopos estables y un 2012 el cálculo de JINR sugirió que las vidas medias de todos los isótopos de dubnio no superarían significativamente un día. El valor experimental actual es 28+11
−4 horas para 268Db, pero la ley de los grandes números estadística, en la que se basa la determinación de las vidas medias, no se puede aplicar directamente debido a un número muy limitado número de experimentos (decaimientos). El rango de incertidumbre es una indicación de que el período de vida media se encuentra dentro de este rango con un 95 % de probabilidad. El dubnio solo se puede obtener mediante producción artificial. La teoría moderna del núcleo atómico no sugiere una larga duración isótopo vivo del dubnio, pero en el pasado se afirmaron que isótopos desconocidos de elementos superpesados existían primordialmente en la Tierra: por ejemplo, tal afirmación se planteó para 267108 de una vida media de 400 a 500 millones de años en 1963 o 292122 de una vida media de más de 100 millones de años en 2009; ⁣ ninguna afirmación obtuvo aceptación.
La corta vida media del dubnio limita la experimentación. Esto se ve agravado por el hecho de que los isótopos más estables son los más difíciles de sintetizar. Los elementos con un número atómico más bajo tienen isótopos estables con una relación neutrón-protón que aquellos con un número atómico más alto, lo que significa que los núcleos objetivo y de haz que podrían emplearse para crear el elemento superpesado tienen menos neutrones de los necesarios para formar estos isótopos más estables. (Diferentes técnicas basadas en captura rápida de neutrones y reacciones de transferencia se están considerando a partir de la década de 2010, pero aquellas basadas en la colisión de un núcleo grande y pequeño todavía dominan la investigación en el área.)
Solo se pueden producir unos pocos átomos de 268Db en cada experimento y, por lo tanto, las vidas útiles medidas varían significativamente durante el proceso. Durante tres experimentos, se crearon 23 átomos en total, con una vida media resultante de 28+11
−4 horas. El segundo isótopo más estable, 270Db, se ha producido en cantidades aún más pequeñas: tres átomos en total, con una vida útil de 33,4 h, 1,3 h y 1,6 h. Estos dos son los isótopos de dubnio más pesados hasta la fecha, y ambos se produjeron como resultado de la descomposición de los núcleos más pesados 288Mc  y 294Ts en lugar de directamente, porque los experimentos que los produjeron se diseñaron originalmente en Dubna para 48Ca vigas. Por su masa, 48Ca tiene, con diferencia, el mayor exceso de neutrones de todos los núcleos prácticamente estables, tanto cuantitativos como relativos, ⁣ que, en consecuencia, ayuda a sintetizar núcleos superpesados con más neutrones, pero esta ganancia se compensa con la menor probabilidad de fusión para números atómicos altos.